# Ненад Грачан
Ненад Грачан (сербохорв. Nenad Gračan, нар. 1 січня 1962, Рієка) — югославський та хорватський футболіст, що грав на позиції півзахисника. По завершенні ігрової кар'єри — тренер. З 2013 року очолює тренерський штаб молодіжної збірної Хорватії.
Виступав, зокрема, за клуби «Рієка» та «Реал Ов'єдо», а також національну збірну Югославії.
Володар Кубка Югославії.

## Клубна кар'єра
У дорослому футболі дебютував 1979 року виступами за команду клубу «Рієка», в якій провів сім сезонів, взявши участь у 136 матчах чемпіонату. 
Протягом 1986—1989 років захищав кольори команди клубу «Хайдук» (Спліт).
Своєю грою за останню команду привернув увагу представників тренерського штабу клубу «Реал Ов'єдо», до складу якого приєднався 1989 року. Відіграв за клуб з Ов'єдо наступні чотири сезони своєї ігрової кар'єри. Більшість часу, проведеного у складі «Реала Ов'єдо», був основним гравцем команди.
Завершив професійну ігрову кар'єру у клубі «Рієка», у складі якого вже виступав раніше. Прийшов до команди 1995 року, захищав її кольори до припинення виступів на професійному рівні у 1996 році.

## Виступи за збірну
У 1984 році дебютував в офіційних матчах у складі національної збірної Югославії. Протягом кар'єри у національній команді, яка тривала 3 роки, провів у формі головної команди країни 10 матчів, забивши 2 голи.

## Кар'єра тренера
Розпочав тренерську кар'єру, повернувшись до футболу після невеликої перерви, 2000 року, очоливши тренерський штаб клубу «Рієка», де пропрацював з 2000 по 2001 рік.
У 2001 році став головним тренером команди «Хайдук» (Спліт), тренував сплітської команди один рік.
Згодом протягом 2002–2003 років очолював тренерський штаб клубу «Осієк».
У 2004 році прийняв пропозицію попрацювати у клубі «Динамо» (Загреб). Залишив «динамівців» 2005 року.
Протягом тренерської кар'єри також очолював команди клубів «Копер», «Істра 1961» та «Нафта».
З 2013 року очолює тренерський штаб молодіжної збірної Хорватії.

## Титули і досягнення
- Володар Кубка Югославії (1): 1986-87
- Бронзовий олімпійський призер: 1984